# 章遏雲
章遏雲（1912年—2003年11月11日），原名凤屏，字珠尘，乳名萍儿，京劇演員，工旦行，著有《章遏雲自傳》等書。

## 生平
祖籍廣東，在北京出生。曾拜李寶琴、榮蝶仙（程硯秋的開蒙先生）、律佩芳、王瑤卿、尚小雲、梅蘭芳等先生學戲。
1930年，章遏云嫁倪嗣冲长子、天津实业家倪道杰为第三妾，倪予章母1万余元做陪嫁。在天津，章遏云先居于英租界中街利顺德饭店，后又在倪府旁租赁一宅。

## 藝術生活
早期學老生，唱過《武家坡》等戲，后改旦行。她向梅磕頭拜師學的《霸王別姬》，曾與楊小樓、金少山、袁世海合演。曾與楊寶森、馬連良、高慶奎、言菊朋、侯喜瑞、馬富祿、葉盛蘭、王又宸（譚鑫培的女婿）等合作演出。1932年，程硯秋解散戲班去歐洲（法國等）參訪，她請程的琴師穆鐵芬和鼓師杭子和到她的戲班工作，在穆鐵芬和杭子和指導下提高自己的京劇旦行程派藝術，后以程派藝術見知於世。在上海被杜月笙收做乾女兒。1949年移民英屬香港，1954年在港拍了京劇電影《王寶釧》（卜萬蒼執導）。1958年移民台灣。在台灣培養了許多學生，包括李麗華等人。
2003年11月11日在台灣台北市去世。